# Стора (річка)

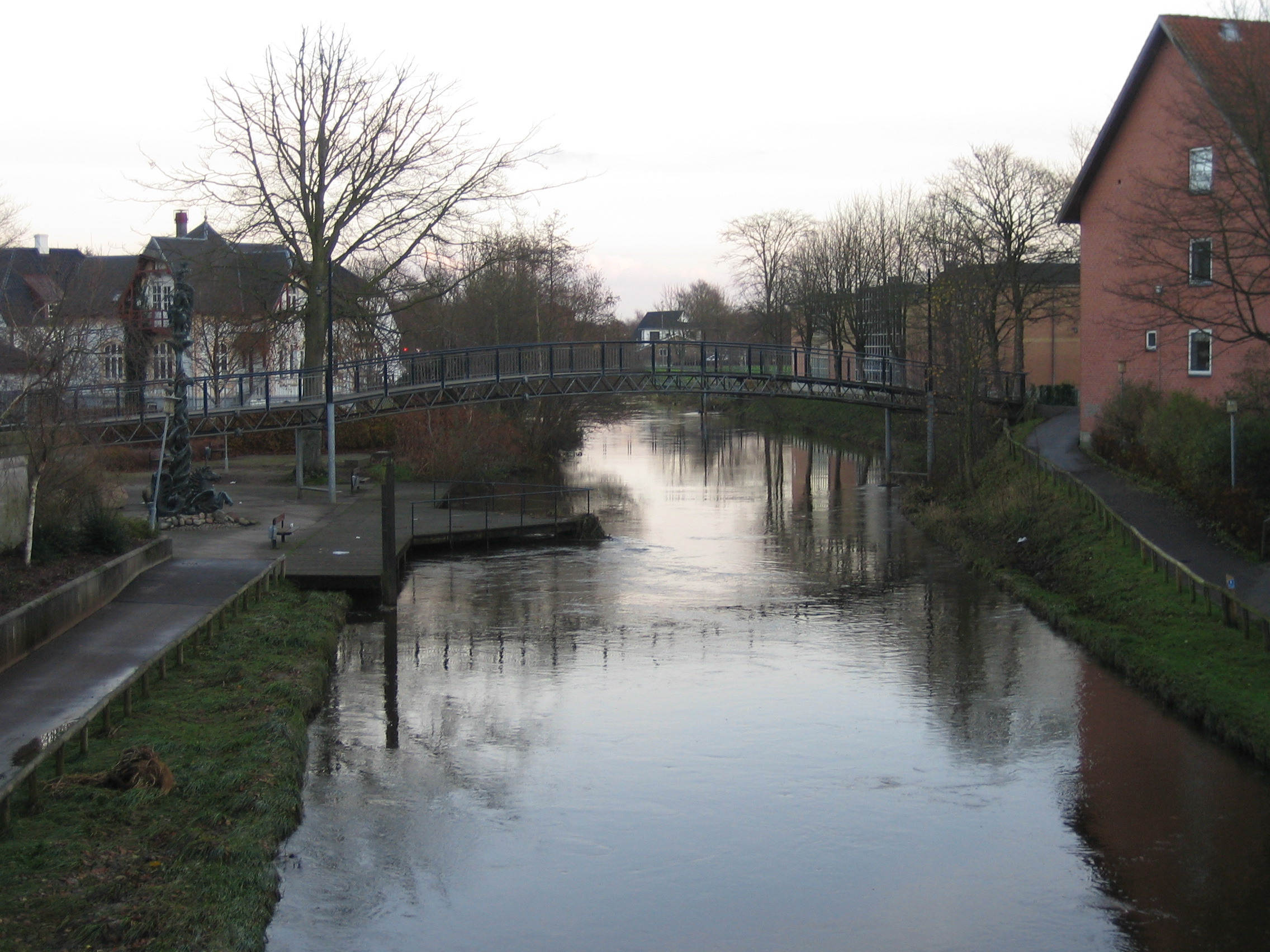
Річка Сторо в Данії

Сторо — друга за довжиною річка в Данії протяжністю 104 кілометри (65 миль)

## Опис
Сторо — одна з найбільших річок Данії. Лише Гудено, річка Ск'єрн і Відо є більш багатими на воду. Річка знаходиться в Ютландії. Її довжина — 101,7 кілометрів. Сторо бере початок у центральній Ютландії, на південний схід від Ікасту, протікає мимо Гернінга. До басейну річки входять озера Хольстебро і Венкрафтсе. Сторо в місті Холстебро отримує воду з площі 825 квадратних кілометрів (319 квадратних миль). Сюди входять витоки річок Веген і Легорд Бек, обидва з яких закінчуються в Сторо в центрі міста Голстебро.
На кожен квадратний метр навколишньої території випадає близько 800 літрів дощу та снігу на рік, що відповідає 80 сантиметрам води. Приблизно половина цього випаровується, а решта стікає через Сторо через ґрунтові води та поверхневий дренаж. Таким чином, через місто Гольстебро щороку має протікати 0,4 м2 х 825 км2 = 330 мільйонів м3 води. Це відповідає середньому потоку води приблизно 10 кубічних метрів на секунду (350 кубічних футів/с). В останні роки кількість опадів у Західній Ютландії незначно збільшилася.

## Можливості для відпочинку
Річка Сторо настільки широка, що на ній можна кататися на байдарках. У Голстебро є «Клуб веслування на байдарках», де охочі можуть взяти каяк і веслувати. В туристичних офісах також можна орендувати каное. Веслування на каное займає приблизно втричі більше часу, ніж на каяку.
На прибережних територіях можна пограти в гольф на складних полях.